# Амфиполски мост
Амфиполски мост (на гръцки: Γέφυρα της Αμφίπολης) е античен и средовековен мост, разположен на Долна Струма, край античния македонски град Амфиполис, Северна Гърция.
Мостът е свързвал малкото антично селище Амфиполис и след това малкото византийско селище Мармари с долината на Струма.
Мостът е ключов транспортен център в Античността и важен пример за античните инженерни постижения. Датиран е в V век пр. Хр. и е бил с дължина 275 метра. Първите сведения за него са от Тукидид, който разказва за моста при описанието си на обсадата и завладяването на Амфиполис от спартанския военачалник Бразид при Амфиполската битка от 424 – 422 година пр. Хр. Амфиполският мост играе важна роля в битката и завладяването на града.
Амфиполският мост е открит случайно в септември 1977 година. Работата по разкопките са проведени от археолога Димитрис Лазаридис. Екипът му открива около 1250 пилони и стволове на дървета, принадлежащи към укреплението и инфраструктурата на моста. Изваждат на повърхността и около 220 кола.
Остатъци от пилони с метален обков са запазени от моста и се намират в Амфиполския археологически музей.